# 스즈키 하야토
스즈키 하야토(일본어: 鈴木 隼人, 1982년 5월 13일 ~ )는 일본의 전 축구 선수이다.

## 구단 경력
과거 시미즈 에스펄스, 방포레 고후에서 활동하였다.